# Псибиент
Псибиент (англ. psybient, от psychedelic ambient, психоделический эмбиент), также псайбиент и сайбиент — жанр электронной музыки, сочетающий в себе элементы транса, эмбиента, даунтемпо, даба, этнической музыки и музыки нью-эйдж.
По отношению к жанру иногда используют также термины эмбиент-псай (англ. ambient psy), эмбиент-гоа (англ. ambient goa), псайчилл (англ. psychill), эмбиент-пситранс (англ. ambient psytrance) и другие.

## Характеристики
Жанр схож по звучанию с классическим трансом, но темп замедлен в 2—3 раза, а ритм, как правило, менее выражен. Кроме того, влияние на формирование звука оказывают и экспериментальная электроакустическая музыка, джаз, прогрессив рок. Нередко музыкальные композиции содержат в себе элементы региональных музыкальных культур исполнителей, в частности индийские, балканские инструменты и мелодии.

## История
История жанра берет начало в 1990-х годах с творчества групп The Infinity Project и Astralasia. Многие гоа-транс исполнители, в частности Astral Projection, имели обыкновение добавлять в качестве последнего трека на своих альбомах композицию в стиле чилаут. К концу 1990-х подобная тенденция обрела популярность. Одной из причин такого бума стали работы группы Shpongle, которые своим первым альбомом «Are You Shpongled?» ещё в 1998 году сформировали звучание жанра. Их последователями можно считать проекты Shulman и Violet Vision и другие.
На сегодняшний день музыкальный жанр всё ещё популярен и выпускается такими лейблами, как Ultimae и Interchill, а наравне с исполнителями, играющими классический быстрый транс, стало появляться всё больше молодых музыкантов, отдающих предпочтение более спокойному звучанию, которые выступают в чилаут-зонах клубов и на больших фестивалях.